# Giurdignano
Giurdignano là một đô thị và thị xã của Ý. Đô thị này thuộc tỉnh Lecce trong vùng Apulia. Giurdignano có diện tích 13 km2, dân số theo ước tính năm 2010 của Viện thống kê quốc gia Ý là 1911 người. 
Các đơn vị dân cư:
Đô thị Giurdignano giáp với các đô thị: